# Siamak Ansari
Pour les articles homonymes, voir Ansari.
Siamak Ansari (en persan : سیامک انصاری), né en 1969 à Téhéran, est un acteur et réalisateur iranien de la télévision, connu pour ses rôles dans les séries télévisées de comédie sitcom spécialement créées par Mehran Modiri. Il a étudié en arts et a obtenu son diplôme du premier cycle de l'Université Azad. 
En avril 2007, Ansari réalise son premier film, Faza Navardan (Les Astronautes). Dans la distribution du film, certains acteurs de Shabhaye Barareh ont participé comme: Hadi Kazemi, Reza Shafiei Jam, et Shaghayegh Dehghan et aussi Nasrollah Radesh de Bagh-e Mozaffar.
En 2009, il a signé une lettre ouverte d'apologie postée à Iranian.com avec 266 autres académiciens, scénaristes et journalistes sur la persécution des baha'iss.

## Filmographie
- Hôtel
- Pavarchin (Sur la pointe des pieds) (2002, série télévisée)
- Noghtechin (Points de suspension) (2003, série télévisée)
- Jayezeye Bozorg (Grand Prix) (2005, série télévisée)
- Age babam zende bood (Si mon père était en vie)
- Shabhaye Barareh (Nuits de Barareh) (2005, série télévisée)
- Faza Navardan (Les Astronautes) - (2006, Série télévisée)
- Bagh-e Mozaffar (Jardin de Mozafar) - (2006, série télévisée)
- Mard-e Hezar Chehreh (L'Homme aux mille visages) - (2008, série télévisée)
- Mard-e Do Hezar Chehreh (L'Homme aux deux mille visages) - (2009, série télévisée)
- Pig - 2018